# إم 79 أوسا
إم79 أوسا هو سلاح مضاد للدبابات عيار 90 ملم مصنوع من البلاستيك المقوى بالألياف. ويمكن أن يستخدم بنجاح ضد المدرعات والتحصينات ويتكون من منصة لإطلاق الصواريخ وصواريخ الحاويات، وهذا الصاروخ  صنع في يوغوسلافيا عام 1979 م.

## العملية
السلاح مصمم لأجل مشاغلة الأهداف المدرعة بالأخص، ولغاية مدى عملي من 350 م (هدف بارتفاع 2 متر)، علماً أن المدى الأقصى الفعال للسلاح بإتجاه المخابئ والتحصينات يبلغ 600 م (المدى النظري للمقذوف في الرمي غير المباشر يمكن أن يصل إلى 1350 م). والمقذوف الصاروخي يوضع في حاوية نقل خاصة transport container نتيجة حساسيته الكبيرة، ويبلغ وزنه الصافي 3.5 كلغم. ولقد طور هذا المقذوف الذي يقحم في مؤخرة القاذف قبل الإطلاق بتقنيات فرنسية، وهو مزود برأس حربي مع شحنة مشكلة بقابلية اختراق في صفائح الفولاذ حتى سمك 400 ملم. وبشكل عام، يحتاج السلاح M79 عند إستخدامه إلى طاقم من فردين هما المشغل والمساعد(الملقم loader).
الحاوية التي تضم المقذوف ختمت بالغطاء المطاطي rubber cover على جانب المؤخرة وغطاء مطاطي آخر على المقدم، حيث يتحتم إزالتهما قبل الاستخدام. وعند الضغط على زر الإطلاق في المقبض اليدوي، يشتعل محرك الإيقاد لينطلق المقذوف بسرعة من الفوهة  لتبلغ 250 م/ث. وعند خروجه من فوهة السبطانة السلاح، تبرز زعانف الإتزان الخلفية. وجسم أنبوب الإطلاق مصنوع من ألياف الزجاج المقوى glass fibers، وهو معد لإطلاق نحو 100 مقذوف كحد أقصى قبل الحاجة لإستبداله بآخر. والقاذف مجهز بمنظار تصويب من نوع CN-6 مع قابلية تكبير حتى 3.5x؛ حيث يتم تحديد المسافات من خلال المؤشرات على عدسة التصويب (أيضا، هو له مرشحات ضد شعاع الليزر anti-laser filters لتحمي المشغل من وميض الليزر)، كما أنه مجهز بمسند تثبيت كتفي. ويبلغ وزن القاذف بالكامل وهو جاهز للرمي 10.7 كلغم، وطوله وهو محمل بالمقذوف الصاروخي 1910 ملم. ومعدل الرمي Rate of fire لفريق ماهر يمكن أن يبلغ عدد 6 مقذوفات بالدقيقة.
إن السلاح M79 Osa استعمل في العديد من الحروب التي ظهرت بعد تقسيم يوغسلافيا. كما أستخدم أيضاً أثناء الحرب في كوسوفو. ولكونه من ضمن الأسلحة التي صدرت إلى العراق، فقد استعمل في حرب الخليج الأولى وحرب الخليج الثانية.

## التاريخ التشغيلي
ام79 اوسا صممت وصنعت من قبل يوغوسلافيا قد واصلت الإنتاج في صربيا، جمهورية مقدونيا، وكرواتيا.
زُود عدد كبير من م79 اوسا إلى الجيش السوري الحر في سوريا التي ثبت انها فعالة في ردع دبابات الجيش السوري، وايضآ يستخدم تنظيم داعش في العراق ضد الجيش العراقي، وكما ذكرت جينس يستخدم ضد دبابات أبرامز ام1 أمريكية الصنع.

## المشغلون

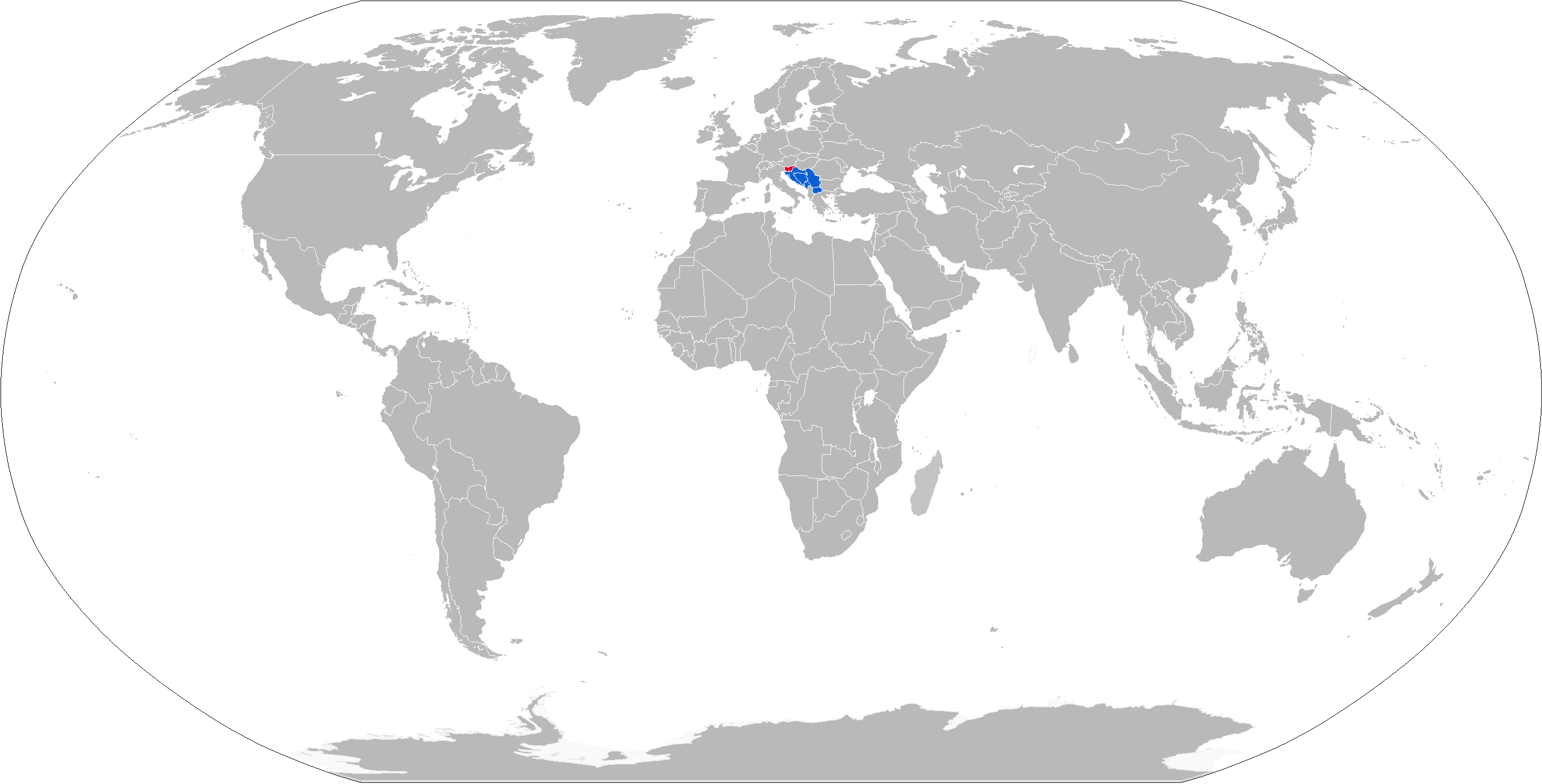
خريطة توضح المشغلين لصاروخ بالون الأزرق وخارج الخدمة بالأحمر

### مشغلون حاليآ
- البوسنة والهرسك
- كرواتيا
- داعش[4]
- صربيا
- الجيش السوري الحر[5]
- الجبل الأسود
- مقدونيا
- العراق

### مشغلون سابقون
- يوغوسلافيا
- سلوفينيا

## المواصفات الفنية
- الوزن:11,2 كجم
- 6.2 كجم(وزن القاذفة)
- 3.5 كجم (صاروخ)
- الطول:1,91 م
- 0.67 م (صاروخ)
- طاقم:2
- عيار:90 ملم
- معدل لاطلاق النار:6 جولات في الدقيقة
- السرعة: 250 م/ث
- المدى الفعال: 350 م إلى 600 م
- الاختراق: 400 ملم
- اقصى مدى: 1960 م

## وصلات خارجية
- Sloboda a.d. Čačak, Serbia
- Eurokompozit: RBR-90mm M79